# Opération Undergo
Pour les articles homonymes, voir Siège de Calais.
Front de l'Ouest de la Seconde Guerre mondiale
Batailles
France
- Paddle
- Fusilade
- Astonia
- Dunkerque
- Wellhit
- Undergo
- Nancy
- Arracourt
- Metz (Fort Driant)

Belgique
- Moerbrugge
- Geel
- Escaut

Pays-Bas
- Market Garden
- Overloon
- Broekhuizen

Allemagne
- Forêt de Hürtgen
- Aix-la-Chapelle
- Colline du Crucifix
- Clipper
- Queen

L'opération Undergo est une attaque de la 3e division d'infanterie canadienne contre la garnison allemande et les fortifications du port français de Calais en septembre 1944. 
Une opération subsidiaire fut exécutée pour capturer l'artillerie lourde allemande à longue portée au Cap Gris-Nez, qui menaçait les approches maritimes de Boulogne. L'opération faisait partie de la libération de la côte normande entreprise par la 1re armée canadienne, après la victoire de l'opération Overlord après le débarquement de Normandie. L'assaut sur Calais utilisa la tactique de l'opération Wellhit à Boulogne, scellant la ville, effectuant des bombardements terrestres, maritimes et aériens, suivis d'assauts d'infanterie appuyés par des blindés, y compris des chars lance-flammes et des tirs de barrages.
La ville avait été déclarée Festung (forteresse) mais une fois pressée, sa garnison de second ordre n'avait besoin que de peu de persuasion pour se rendre. Cette réticence à se battre jusqu'au bout se répéta au cap Gris-Nez. Les 7e et 8e brigades d'infanterie canadiennes lancèrent l'attaque principale du sud-ouest de Calais et dégagèrent les défenses extérieures des côtés sud et ouest du port. La 8e brigade canadienne fut ensuite transférée du côté est et les lignes défensives intérieures furent attaquées des deux côtés. Les Allemands appelèrent à une trêve qui, après un malentendu, conduisit à une reddition inconditionnelle de la garnison. La 9e brigade captura les batteries lourdes sur le cap Gris-Nez au même moment.

## Contexte

### Percée alliée
Dans le nord de la France, toutes les forces armées allemandes de la Wehrmacht se retirèrent après la catastrophe de la poche de Falaise et la percée alliée marquant la fin de la bataille de Normandie.  Aucune défense de réserve n'était disponible car Adolf Hitler avait interdit leur mise en œuvre. Les avancées rapides des Alliés dans l'est de la France et à travers la Belgique étirèrent leurs lignes de ravitaillement. La capture des ports pour l'approvisionnement fut la tâche confiée à la 1re armée canadienne par le général Bernard Montgomery, qui jugea qu'il avait besoin des ports de la Manche du Havre, Dieppe, Boulogne, Calais et Dunkerque pour approvisionner le 21e groupe d'armées, dans une tentative de percée vers l'Allemagne sans passer par la libération d'Anvers. La plupart des ports avaient été fortifiés et devaient être tenus par leurs garnisons le plus longtemps possible.
Après sa reddition, le commandant de la forteresse, l'Oberstleutnant Ludwig Schroeder, dissout la garnison composée de 7 500 marins, aviateurs et soldats, dont seulement 2 500 étaient aptes à servir en tant qu'infanterie. Beaucoup d'entre-eux étaient Volksdeutsche (« Allemands de souche » nés à l'étranger) ou Hiwis (volontaires étrangers) ; le moral était au plus bas et ceux-ci étaient sensibles à la propagande alliée. Un rapport sur les interrogatoires de prisonniers après la bataille conclut :

« Le personnel de l'armée était âgé, malade et manquait à la fois de volonté au combat et durant les interrogatoires ; le personnel naval de la même tranche d'âge n'était pas adapté à la guerre terrestre ; seuls les aviateurs de l'armée de l'air et les artilleurs montraient tous signe de bon moral, qui formaient également le seul contingent jeune de toute la garnison. »

Schroeder fut jugé par ses interrogateurs comme un chef « médiocre et accidentel », devenu commandant par hasard.

### Terrain

Carte de la côte d'Opale.

La côte française s'étend vers le nord depuis de Boulogne et tourne brusquement au cap Gris-Nez vers une ligne à peu près nord-nord-est, qui continue au-delà de la frontière belge. Il n'y a aucun grand port naturel mais d'importants quais ont été construits dans les basses terres de Calais. Le paysage autour du cap Gris-Nez et du cap Blanc-Nez à proximité, est une continuation des collines du Boulonnais rural vallonné. Calais est sur le bord côtier d'une plaine basse drainée par le fleuve Aa et des cours d'eau artificiels. La ville était fortifiée depuis des siècles ; les défenses furent utilisées par les Britanniques et les Français lors du siège de Calais en juin 1940 et ajoutées au système de défense côtière du mur de l'Atlantique allemand construit après 1940. En 1944, les Allemands disposaient de 42 canons lourds dans les environs de Calais, notamment cinq batteries d'artillerie côtières le long de la Manche, la batterie Lindemann (quatre canons de 406 mm à Sangatte), la batterie Wissant (canons de 150 mm près de Wissant), batterie Todt (quatre canons de 380 mm), Grosser Kurfust (quatre canons de 280 mm) et Gris-Nez (trois canons de 170 mm). Les Allemands avaient cassé les systèmes de drainage, inondant l'arrière-pays et mis en place de grands enchevêtrements de barbelés, des champs de mines et des blockhaus.

## Prélude
Les Alliés ont jugé essentiel de réduire au silence les lourdes batteries côtières allemandes autour de Calais qui pourraient menacer les navires à destination de Boulogne et bombarder Douvres et des cibles intérieures. Spry conçut un plan similaire que lors de l'opération Wellhit, la prise de Boulogne un peu plus tôt en septembre. Un bombardement terrestre, maritime et aérien « adoucirait » les défenseurs, même en échouant à détruire les défenses. Des assauts d'infanterie suivraient, précédés de bombardements locaux afin de garder les défenseurs retranchés, pour permettre l'assaut des véhicules lance-flammes Churchill Crocodile et Universal Carrier. Des véhicules blindés de transport de troupes Kangaroo seraient ensuite déployés pour débarquer l'infanterie au plus près possible de leurs objectifs.
Les assauts étaient prévus pour s'approcher de Calais par l'ouest et le sud-ouest, évitant les  zones les plus inondées et les principales agglomérations. L'attaque de la 8e brigade canadienne venant de l'ouest était contre les positions d'Escalles, près du cap Blanc-Nez et de Noires Mottes. La 7e brigade canadienne devait attaquer les garnisons de Belle Vue, Coquelles et Calais. Le côté est de la ville sera cerné par les Cameron Highlanders of Ottawa pour empêcher toute fuite ; la 9e brigade canadienne prendrait le relais du 7e régiment de reconnaissance au cap Gris-Nez et se préparait à y capturer les batteries.
Montgomery avait reçu l'ordre prendre Anvers et pressa rapidement le général Crerar de capturer les ports de cette zone de la Manche. Crerar déploya les efforts considérables pour capturer ceux-ci et les remettre en service en un temps imparti. Après avoir obtenu les directives de la Royal Navy, il décida qu'il était prêt à accepter un « masquage » (isolement de la garnison ennemie avec une force réduite) de Calais et le redéploiement des troupes et du matériel à Anvers. Cependant, cette annonce ne fut pas transmise au major général Daniel Spry (en) qui poursuivit son assaut sur Calais.

## La bataille

### Wissant
La 7e brigade canadienne avait bouclé Calais début septembre et les Regina Rifles s'emparèrent de la ville côtière de Wissant, isolant les batteries du cap Gris-Nez de Calais et prirent la batterie Wissant avec ses quatre canons de 150 mm. Ce succès incita Spry à attaquer le cap Gris-Nez avec deux bataillons, mais la tentative échoua et la zone fut laissée pour plus tard.

### Calais

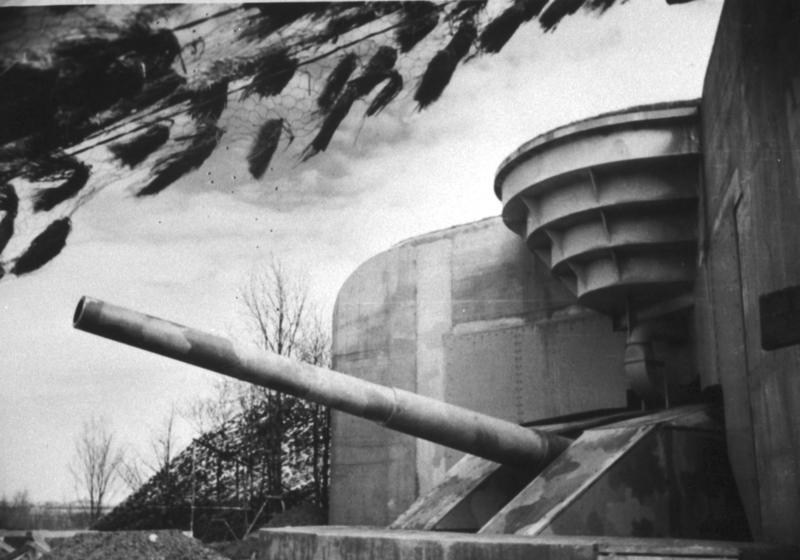
Canon de 380 mm de la batterie Todt.

Les 7e et 8e brigades d'infanterie canadiennes débutèrent leur attaque sur Calais et ses défenses côtières de l'ouest à 10 h 15 le 25 septembre après un jour de retard, à la suite de bombardements aériens et d'artillerie préparatoires. Le régiment de la Chaudière devait avancer par Escalles, prendre le cap Blanc-Nez et se relier près de Sangatte avec le North Shore Regiment. Les North Shores se virent confier la difficile tâche de prendre les Noires Mottes fortifiées, sur les hauteurs près de Sangatte et sur le site de la batterie Lindemann. Pour protéger les activités canadiennes d'observation autour du cap Blanc-Nez et de Calais, et des interférences des batteries du cap Gris-Nez, un grand écran de fumée fut établi le long d'une ligne intérieure de 3 km de Wissant, pendant cinq jours. La capture du cap Blanc-Nez s'avéra étonnamment facile. Dès que l'assaut du régiment de la Chaudière atteignit les premières défenses, la garnison proposa de se rendre. Cela s'acheva à peine deux heures plus tard, la plupart des défenseurs étant apparemment ivres,.
L'attaque des North Shores sur Noires Mottes fut soutenue par des Hobart's Funnies de la 79e division blindée et des tirs du 10e régiment blindé à l'approche des champs de mines et par des Churchill Crocodile pour réduire les fortifications. Les premières tentatives de reddition de petits groupes d'Allemands furent découragées lorsque certains furent abattus par leur propre camp. L'avance fut freinée par les défenseurs et les cratères de bombes ayant obstrué l'action des chars Crocodile avant la tombée de la nuit. Des négociations s'ouvrirent avec l'aide de prisonniers allemands et la garnison des Noires Mottes se rendit aux premières lueurs le lendemain matin, 26 septembre. Une formidable position défensive et près de 300 prisonniers avaient été capturés sans grandes pertes ; la batterie de Sangatte a également été prise,. L'examen ultérieur des forts montrera que la plupart avaient été piégés.
Les premiers succès de la 8e brigade canadienne, ayant capturé un terrain qui surplombait le front d'attaque de la 7e brigade canadienne, aida grandement les attaques contre la crête de Belle Vue et Coquelles. Le 1st Canadian Scottish, le Regina Rifles et le Royal Montreal Regiment devaient attaquer par les fortifications de Belle Vue jusqu'au front de mer juste à l'est de Sangatte. Au début, suivant de près le barrage d'artillerie rampant, les Canadiens envahirent les premières défenses. Le bombardement fut loupé et provoqua la perte d'un certain nombre de soldats du régiment Regina, jusqu'à ce que les réserves, les Canadian Scots et les chars Crocodile ne vainquirent les défenseurs. La 8e brigade canadienne atteignit Sangatte le matin du 26 septembre, remplissant ainsi ses objectifs. Elle fut ensuite transférée du côté est pour soulager le régiment Camerons tout en exerçant une pression d'une autre direction,.

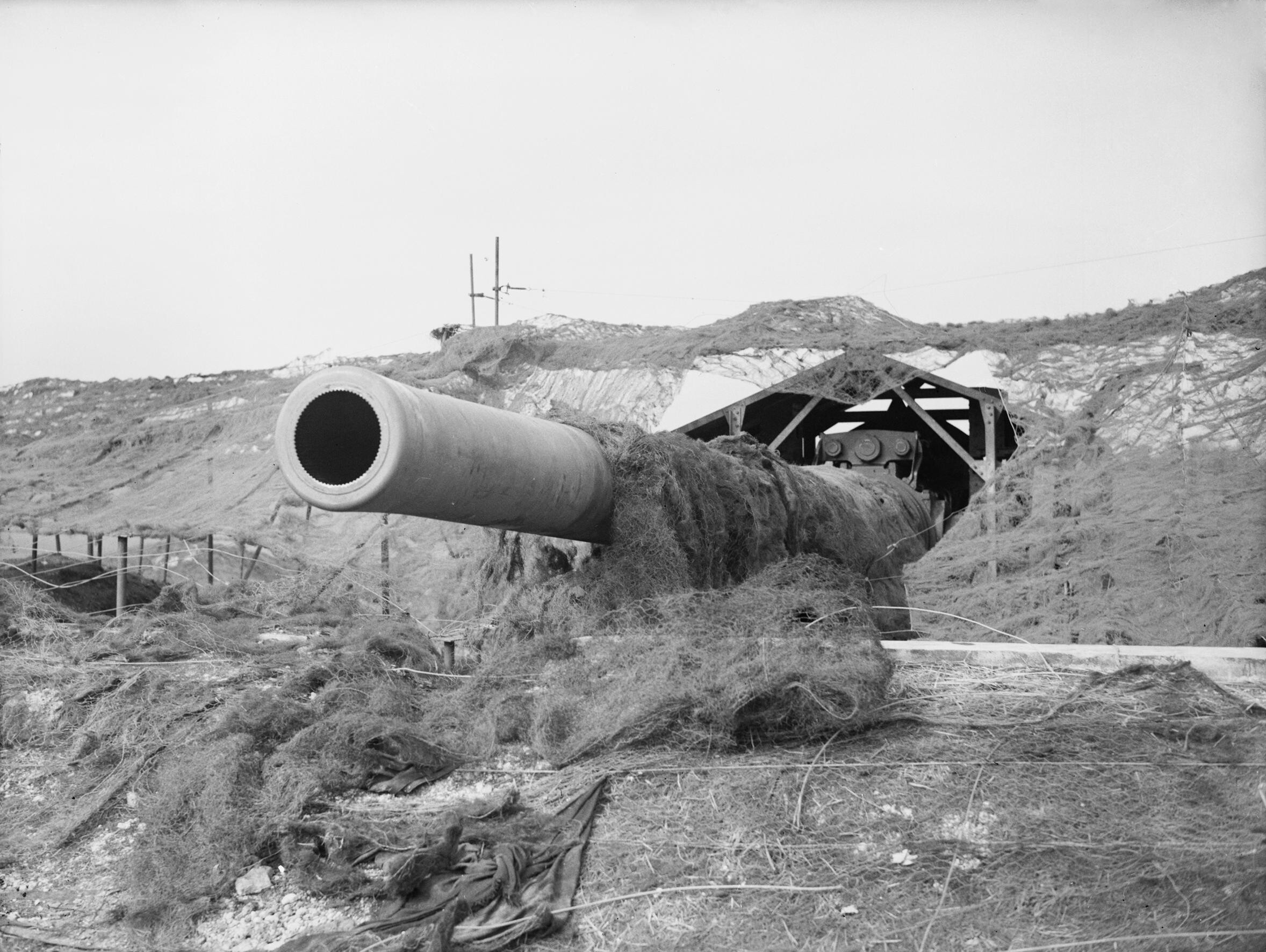
Winnie — canon britannique de 14 pouces à St Margaret-at-Cliffe près de Douvres.

Les étapes suivantes furent l'avancée de la 7e brigade canadienne à travers Coquelles et le terrain inondé vers Fort Nieulay et une attaque frontale sur Calais par les Regina Rifles, suivant un chemin de fer par bateau à travers un terrain plus inondé au sud-ouest de la zone d'usine de la ville. Ces avancées furent difficiles face à des défenseurs déterminés, qui durent être dépassés pas à pas. Les Canadian Scots reçurent l'ordre de mener une attaque de nuit le long de la côte jusqu'à Fort Lapin. Le 27 septembre, les Canadiens se retirèrent temporairement lors d'une attaque de bombardiers lourds sur les points forts allemands. Fort Lapin tomba qu'après de nouvelles attaques aériennes et le soutien de chars et de chars lance-flammes. Les Winnipegs, de nouveau aidés par des chars lance-flammes, capturèrent Fort Nieulay et les Reginas atteignirent leur cible immédiate, le district de l'usine.
D'autres avancées furent établies par la 7e brigade canadienne le 28 septembre mais deux compagnies des Canadian Scots, ayant traversé le canal protégeant le côté ouest de Calais, furent bloquées et coupées jusqu'à la trêve. Des plans étaient en cours d'élaboration pour d'autres traversées de la ville lorsque Schroeder demanda que Calais soit déclarée ville ouverte. Cela fut rejeté en tant que tactique dilatoire, mais une trêve convenue le 29 septembre permettra l'évacuation en toute sécurité de 20 000 civils. Des plans furent établis pour une attaque sur Calais appuyée par de nombreuses attaques aériennes dès que la trêve expira à midi le 30 septembre.
Les Canadiens attaquèrent immédiatement après l'expiration de la trêve, malgré les tentatives allemandes de reddition ; Crerar déclara que « les Hun, s'ils voulaient démissionner, pouvaient marcher les mains levées, sans armes et arborant des drapeaux blancs de la manière habituelle ». L'Oberstleutnant Schroeder avait ordonné à la garnison de cesser toute résistance et la 7e brigade canadienne, entrant par l'ouest, ne rencontra aucune opposition, les troupes allemandes se rendant de toute part. Il fallut qu'un officier canadien, le lieutenant-colonel P. C. Klaehn (commandant des Cameron Highlanders), prenant un certain risque personnel, entre dans Calais pendant un bombardement d'artillerie pour accepter la reddition officielle. Ludwig Schroeder quitta Calais à 19 h 00 en tant que prisonnier de guerre.

### Cap Gris-Nez

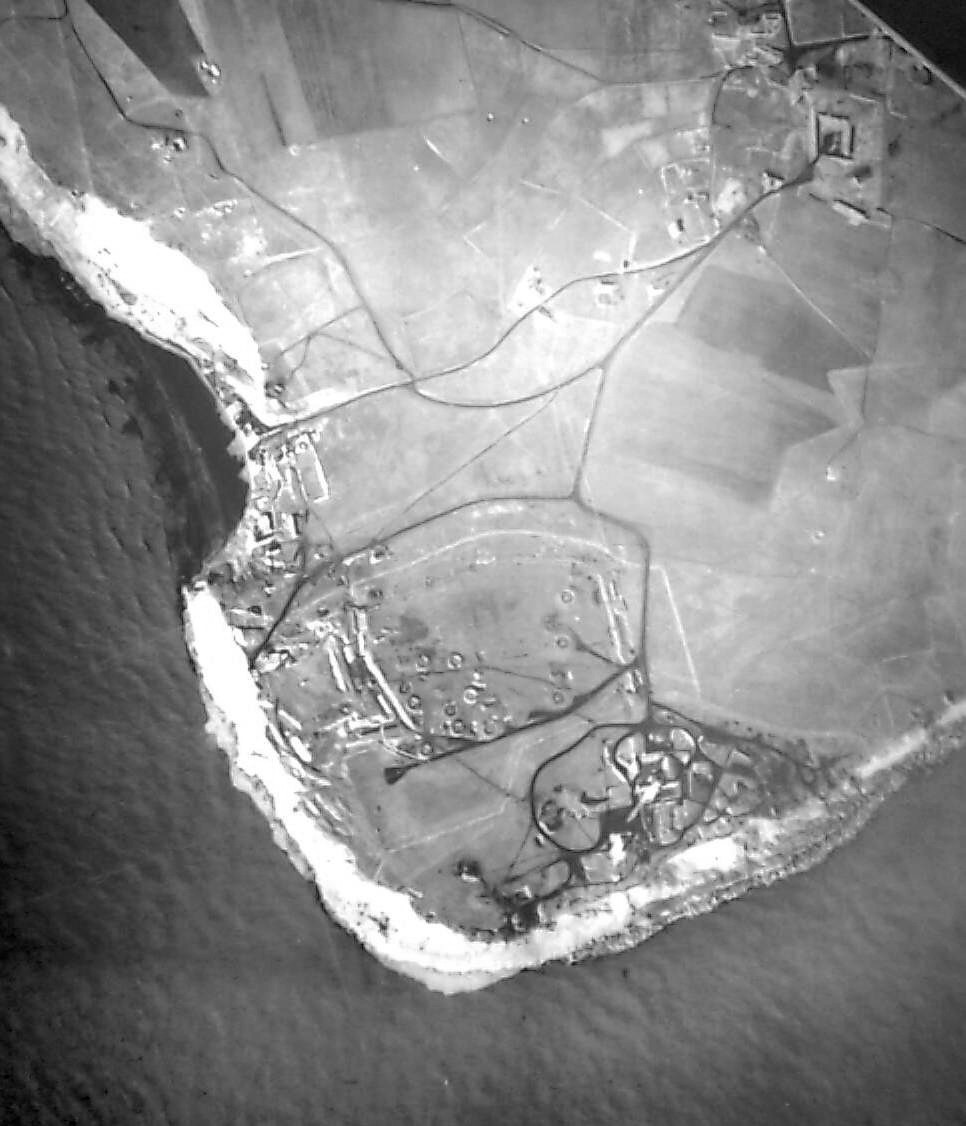
Photo aérienne du cap Gris-Nez, prise par la RAF avant le bombardement.

La première tentative des éléments de la 7e brigade canadienne de prendre le cap Gris-Nez du 16 au 17 septembre échoua ; la brigade fut redéployée pour son rôle à Calais et remplacée par le 7e régiment de reconnaissance jusqu'à la disponibilité d'une force plus considérable. La 9e brigade canadienne, avec le soutien blindé du 1er Hussards (6e régiment blindé) et des chars à fléaux, des Churchill Crocodile et des véhicules blindés du génie royal (AVRE) de la 79e division blindée, fut déployée au Cap Gris-Nez pour prendre les trois batteries lourdes restantes. À droite, le Highland Light Infantry of Canada (HLI) attaque les deux batteries nordiques, Grosser Kürfurst à Floringzelle et Gris Nez à environ 1,25 km au sud-est du Cap Gris-Nez. À gauche, les North Nova Scotia Highlanders (NNS) faisaient face à la batterie Todt à Haringzelles, à 2 km au sud de la batterie Grosser Kürfurst. Côté terre, les canons étaient protégés par des champs de mines, des barbelés, des blockhaus et des positions antichar.
L'infanterie fut précédée d'attaques par 532 avions du RAF Bomber Command le 26 septembre et par 302 bombardiers le 28 septembre. Bien que ceux-ci aient probablement affaibli les défenses ainsi que la volonté des défenseurs de se battre, la cratérisation du sol empêcha l'utilisation des blindés, entraînant l'enlisement des chars. Le tir précis par Winnie et Pooh, deux canons lourds britanniques de 14 pouces à Douvres, réduit au silence la batterie Grosser Kürfurst. La batterie avait tiré à l'intérieur des terres et causa quelques pertes parmi l'artillerie britannique assemblée à l'intérieur de Wissant, malgré l'écran de fumée,.
Le 29 septembre, l'artillerie ouvrit le feu à 6 h 35 du matin et l'attaque d'infanterie débuta après dix minutes derrière un barrage rampant qui garda les défenseurs à l'abri. Les Allemands se rendirent sans résistance à l'arrivée des assaillants. Le HLI avait capturé la batterie Grosser Kürfurst à 10 h 30, moins de trois heures avant la prise de la batterie Gris Nez dans l'après-midi. Le NNS rencontra encore moins de résistance, atteignant les bunkers sans opposition. Les murs de béton résistaient aux mortiers AVRE, mais leur bruit et les commotions provoquées, ainsi que plusieurs grenades à main jetées dans des embrasures, incitèrent les artilleurs allemands à se rendre en milieu de matinée. Le NNS continua à capturer le quartier général allemand local à Cran-aux-Œufs. Malgré les fortifications allemandes impressionnantes, les défenseurs refusèrent de se battre et l'opération s'acheva avec relativement peu de pertes humaines,.

## Conséquences

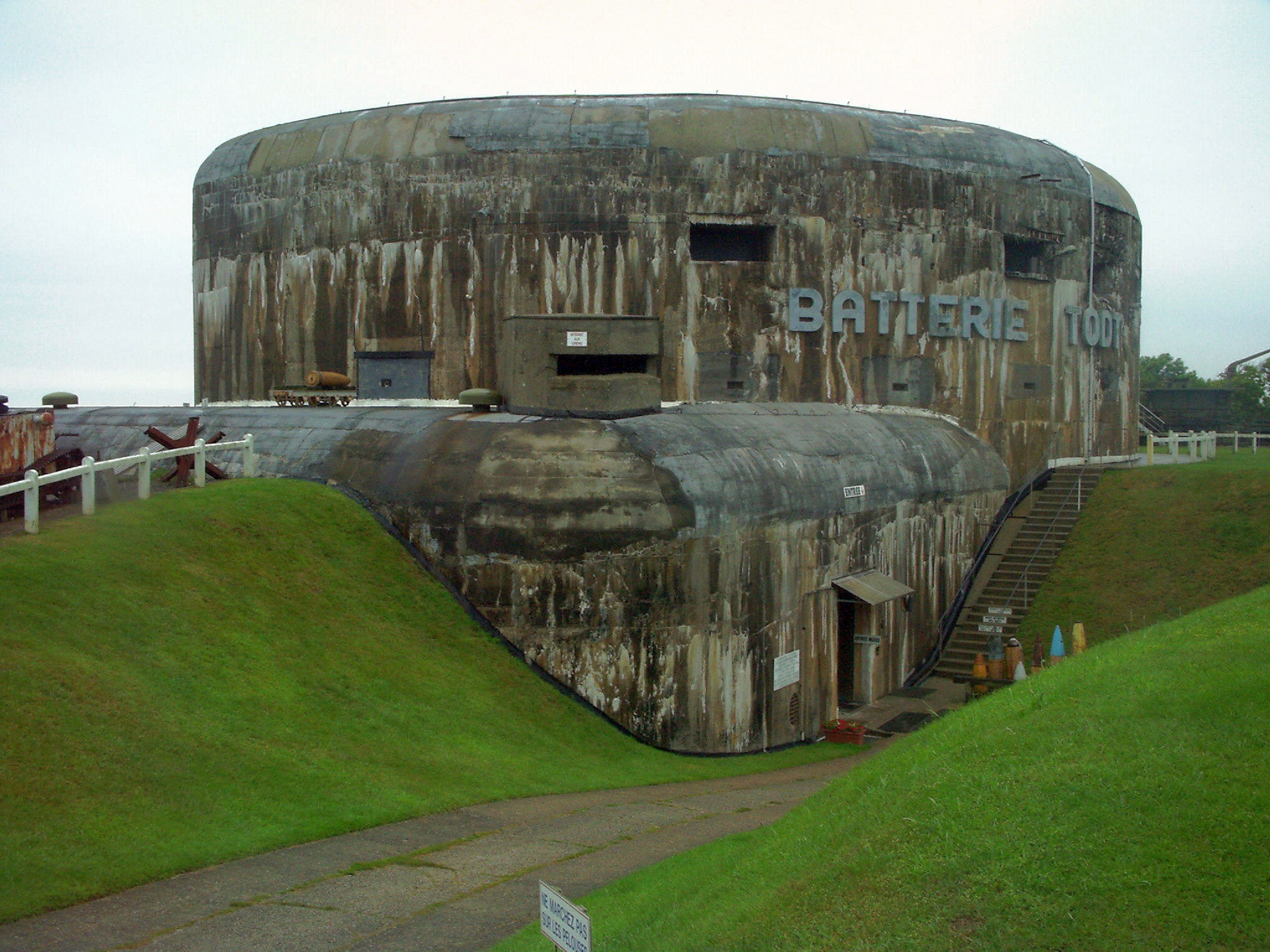
Arrière de la batterie Todt, maintenant ouverte au public.

Les dommages au port furent considérables et les installations ne furent disponibles qu'en novembre, après la libération d'Anvers. La réduction des batteries côtières lourdes allemandes permit l'utilisation du port de Boulogne; le déminage avait commencé quelques heures après le succès de la 9e brigade canadienne. La capture des canons allemands sur le cap Gris-Nez mit fin à quatre ans d'échanges d'artillerie entre la côte française et la côte anglaise. Douvres subit son dernier bombardement le 26 septembre et le maire reçut après un drapeau allemand des batteries pour marquer l'événement,.
Les Canadiens furent critiqués pour leur performance à Calais et dans les autres ports de la Manche ; leur progression fut comparée défavorablement à celle des autres unités alliées. Montgomery fit remarquer que l'Armée canadienne avait été « mal gérée et très lente ». Il avait une mauvaise opinion de Crerar et il y eut des spéculations selon lesquelles le départ de celui-ci en congé de maladie était un euphémisme pour sa révocation du commandement. Son remplaçant, l'énergique Guy Simonds, fut préféré par Montgomery et celui-ci commanda les forces qui permettront de dégager les approches d'Anvers.
Le commandant du 84e groupe de la RAF, le vice-maréchal de l'Air Leslie Oswald Brown (en), mécontenta le maréchal de l'Air Arthur Coningham par sa coopération étroite avec l'armée canadienne. Coningham souhaitait voir l'armée de l'Air agir de manière indépendante, non en étroite coopération avec l'armée et cherchait « quelqu'un de moins subordonné à l'armée ». Une fois Anvers ouvert, il remplaça Brown par le vice-maréchal de l'air Edmund Hudleston (en).

## Ordres de bataille
Allié
- 3e division d'infanterie canadienne[24]
  - 7e régiment de reconnaissance (17e Duke of York's Royal Canadian Hussars)
  - Cameron Highlanders of Ottawa (mitrailleuse)
  - 7e régiment moyen, Artillerie royale canadienne
  - 12e régiment d'artillerie de campagne, Artillerie royale canadienne
  - 13e régiment d'artillerie de campagne, Artillerie royale canadienne
  - 14e régiment d'artillerie de campagne, Artillerie royale canadienne
  - 3e régiment antichar
  - 4e régiment antiaérien léger
  - 16e compagnie de terrain
  - 3e Canadian Divisional Signals, Royal Canadian Corps of Signals
  - No. 3 Defense and Employment Platoon (Lorne Scots)
  - "C" Flight, 660 (Air Observation Post) Squadron, RAF
- 7e brigade d'infanterie canadienne
  - The Royal Winnipeg Rifles
  - The Royal Regina Rifles, moins d'1 compagnie
  - 1 compagnie, The Royal Montreal Regiment[10]
  - 1er bataillon The Canadian Scottish Regiment
  - Peloton de défense terrestre de la 7e brigade d'infanterie canadienne (Lorne Scots)
- 8e brigade d'infanterie canadienne
  - The Queen's Own Rifles of Canada
  - Le Régiment de la Chaudière
  - The North Shore
  - Peloton de défense terrestre de la 8e brigade d'infanterie canadienne (Lorne Scots)
- 9e brigade d'infanterie canadienne
  - The Royal Highland Fusiliers of Canada
  - Stormont, Dundas and Glengarry Highlanders
  - North Nova Scotia Highlanders
  - Peloton de défense terrestre de la 9e brigade d'infanterie canadienne (Lorne Scots)

Artillerie
- Artillerie royale du 9e groupe d'armées
  - 9e régiment moyen d'artillerie royale
  - 10e Régiment moyen d'artillerie royale
  - 11e régiment moyen d'artillerie royale
  - 107e régiment moyen d'artillerie royale
  - 51e régiment d'artillerie royale lourde
- 2e groupe d'armées de l'Artillerie royale canadienne
  - 3e régiment moyen, Artillerie royale canadienne
  - 4e régiment moyen, Artillerie royale canadienne
  - 15e régiment moyen d'artillerie royale
  - 1re Heavy Regiment Royal Artillery
  - "C" Flight, 661 (Air Observation Post) Squadron, RAF

Chars et véhicules spécialisés
- 2e brigade blindée canadienne
  - 6e régiment blindé (1er Hussars)
  - 10e régiment blindé (The Fort Garry Horse)
- 79e division blindée
  - 141e Régiment, Royal Armoured Corps (Churchill Crocodile (chars lance-flammes)
  - 6e régiment d'assaut des Royal Engineers (AVRE)
  - 1er Lothians and Border Horse (en) (chars à fléaux)
  - Escadron « C », 22e Dragoons (chars à fléaux)
  - 25e régiment blindé de livraison canadien (The Elgins)
  - 1er escadron blindé de transport de troupes canadien [note 1]
- 51e division d'infanterie (Highland)
  - 12e régiment d'artillerie de campagne, Artillerie royale
  - 13e régiment d'artillerie de campagne, Artillerie royale
  - 14e régiment d'artillerie de campagne, Artillerie royale

Garnison allemande
- Troupes antiaériennes de la Luftwaffe
- Détachements de batteries côtières de la Kriegsmarine
  - 242e Naval Coastal Artillery Battalion (cap Gris-Nez)
  - Infanterie (divers)